# Aloe subrigida
Aloe subrigida é uma espécie de liliopsida do gênero Aloe, pertencente à família Asphodelaceae.